# Bernhard Wensch
Bernhard Wensch (* 7. Juli 1908 in Wilmersdorf bei Berlin; † 15. August 1942 in Dachau) war ein römisch-katholischer Priester, Doktor der Theologie, erster Jugendseelsorger im Bistum Meißen, ein entschiedener Gegner des Nationalsozialismus und ein christlicher Glaubenszeuge des 20. Jahrhunderts. Er starb im Konzentrationslager Dachau.

## Kindheit und Jugend
Die Familie Wensch wohnte zunächst in Berlin, 1918 zog sie nach Dresden. Bernhard Wensch besuchte das König-Georg-Gymnasium in Dresden und legte dort 1927 auch sein Abitur ab. Während seiner Schulzeit gehörte Bernhard Wensch zum katholischen Bund Neudeutschland, durch den er sehr stark in seinem Denken und Handeln geprägt wurde. In dieser Zeit entstand und verfestigte sich sein Wunsch, katholischer Priester zu werden.

## Studium, Promotion und Priesteramt

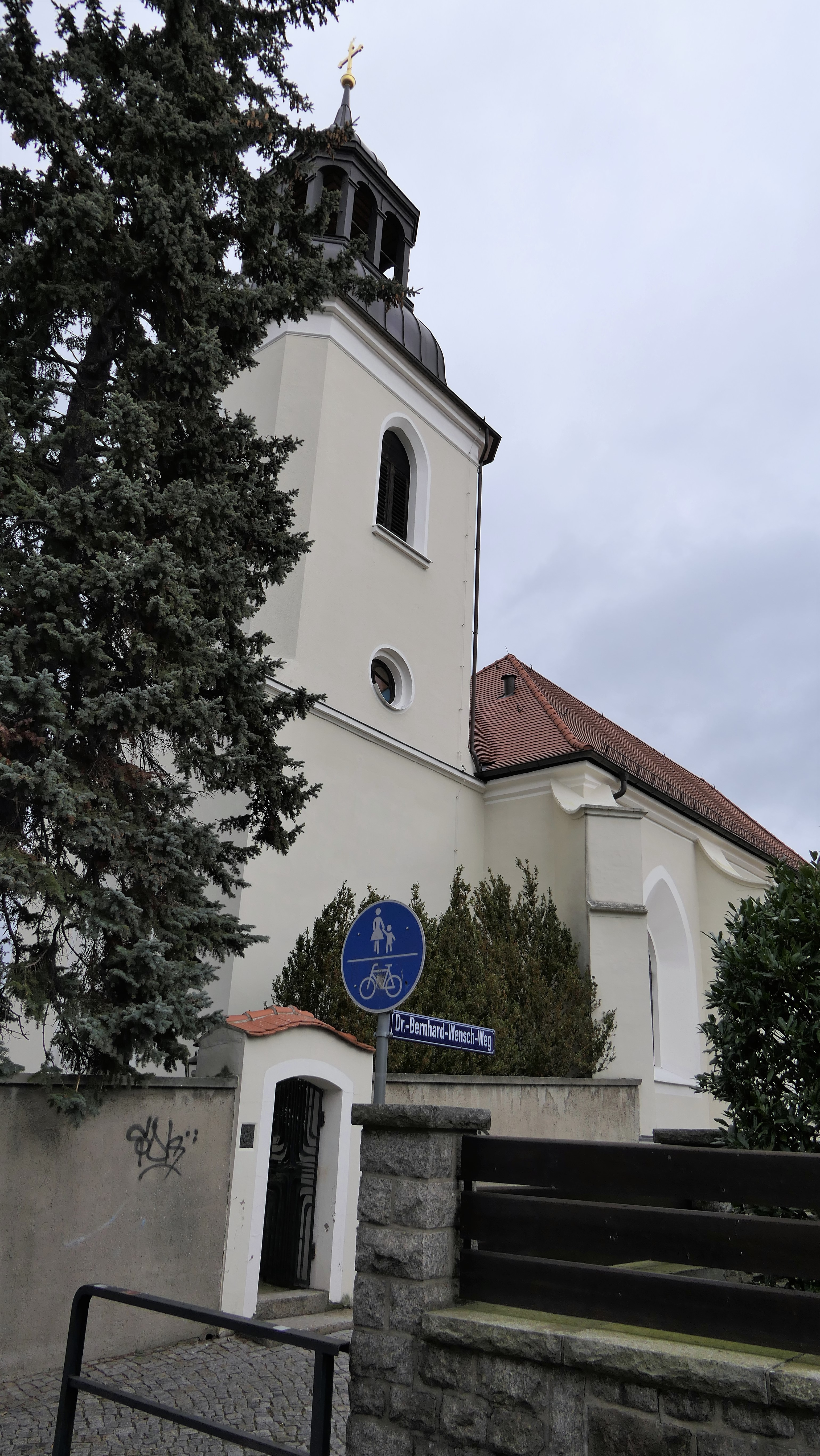
Pfarrkirche St. Maria Magdalena in Kamenz mit dem Dr.-Bernhard-Wensch-Weg entlang der Kirche

Nach seinem Abitur studierte Bernhard Wensch Theologie und Philosophie an der Universität Innsbruck, wo er 1930 zum Doktor der Theologie promovierte. Anschließend trat er in das Priesterseminar seines Heimatbistums Meißen ein. Am 17. März 1934 weihte ihn Bischof Petrus Legge im Bautzener Dom zum Priester. Nach der Priesterweihe war er zunächst Kaplan an der Pfarrkirche St. Maria Magdalena in Kamenz, bis er 1937 zum Diözesanjugendseelsorger berufen wurde. Zudem war Bernhard Wensch – gleichzeitig mit seinem später ebenfalls im KZ Dachau umgekommenen Mitbruder Alois Andritzki – Kaplan an der Katholischen Hofkirche zu Dresden.

## Eintreten für die christliche Überzeugung
Bernhard Wensch durchschaute sehr hellsichtig die Propaganda der Nationalsozialisten. Als Jugendseelsorger wollte er die ihm anvertrauten jungen Menschen befähigen, sich nicht vom nationalsozialistischen Zeitgeist hinreißen zu lassen. In diesem Sinne hielt er Kurse und Einkehrtage für die Jugendlichen seines Bistums ab und ermutigte die jungen Menschen, gegen die nationalsozialistischen Verlockungen und Anfeindungen zum christlichen Glauben zu stehen.

## Verfolgung durch den Nationalsozialismus
Als Seelsorger, der sich der Gleichschaltung von Kirche und Verbänden durch den nationalsozialistischen Staat widersetzte, stand Bernhard Wensch unter besonderer Beobachtung der NSDAP und der Gestapo. Am 19. Mai 1941 wurde er aus Anlass der Beschlagnahme von Rundbriefen, die katholische Jugendliche in Sachsen verfasst und hergestellt hatten, von der Gestapo verhaftet und über Monate in Untersuchungshaft gefangen gehalten und verhört. Die Anklage gegen ihn lautete, die Jugend „gegen den Staat aufgehetzt“ zu haben. Ohne gerichtliches Urteil blieb er weiter in Haft.

## Haft und Tod

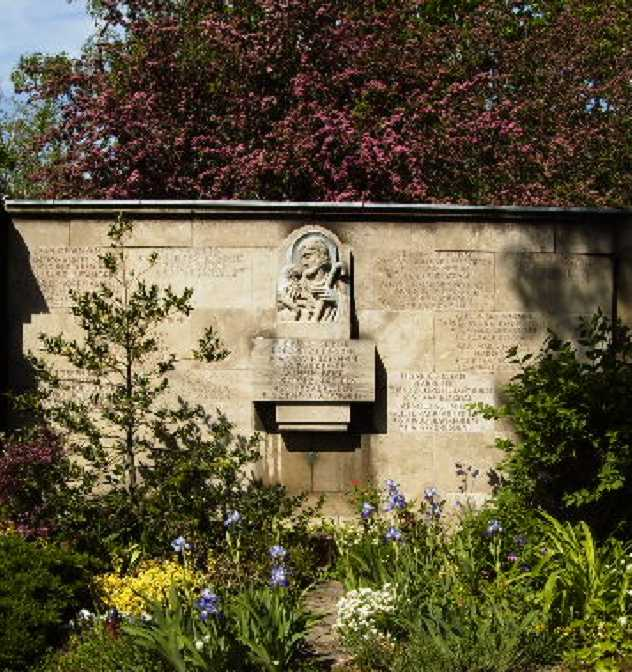
Priestergruft mit dem Grab von Bernhard Wensch auf dem Alten Katholischen Friedhof in Dresden

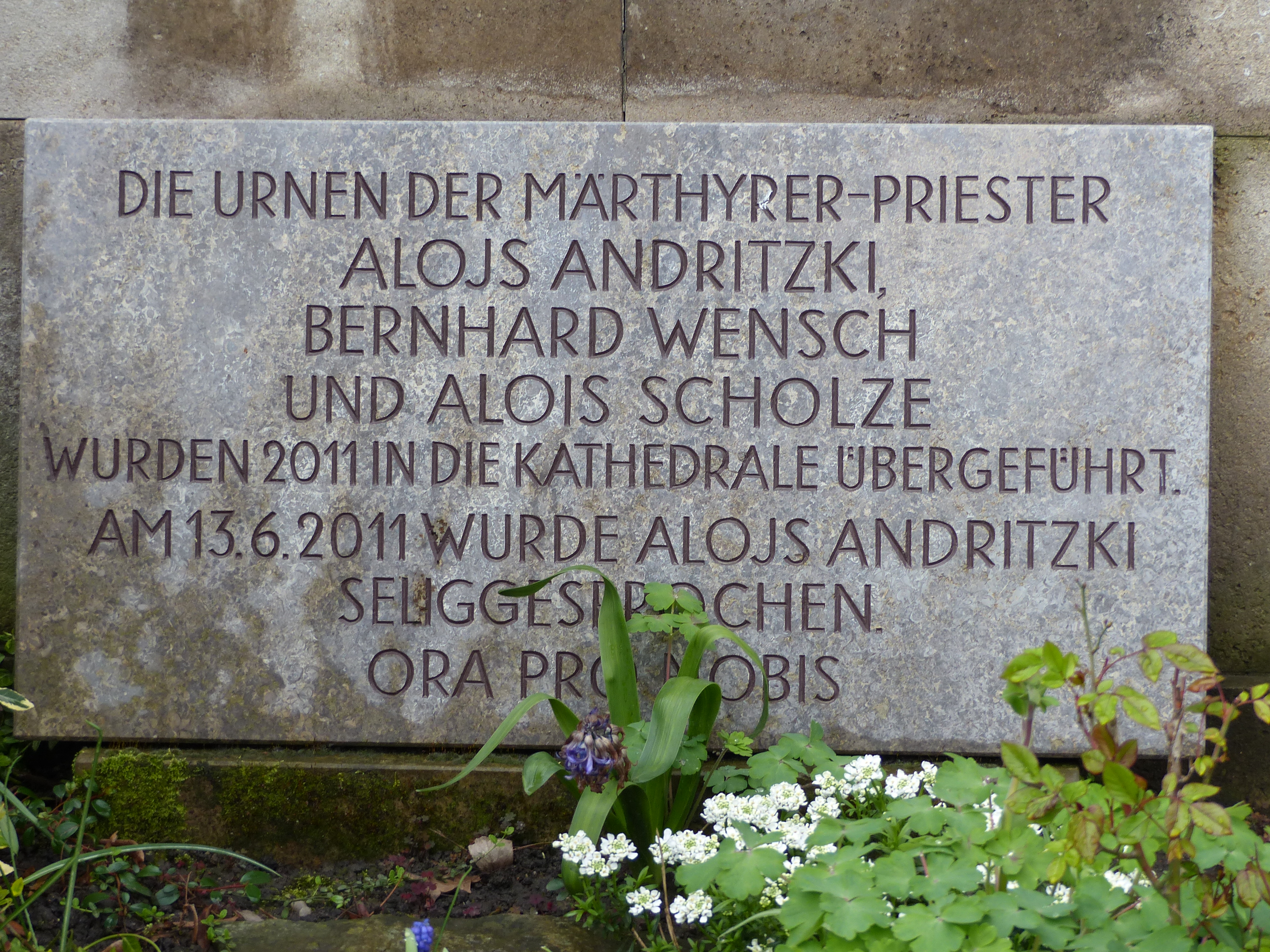
Gedenktafel zur Erinnerung an die sorbischen Märtyrer am vormaligen Grab

Zunächst wurde Bernhard Wensch ins KZ Sachsenhausen gebracht, am 7. November 1941 dann ins KZ Dachau eingeliefert, wo er im Pfarrerblock untergebracht wurde. Dort zeigte er insbesondere angesichts der von der SS gegen die inhaftierten Geistlichen gerichteten Aktionen eine vorbildhafte Ruhe, Gefasstheit und Hingabebereitschaft. Hermann Scheipers, der bis zu seinem Tod 2016 vermutlich letzte lebende Priesterhäftling des KZ Dachau, berichtete, dass Bernhard Wensch während der seit Frühjahr 1942 unter den Häftlingen herrschenden Typhusepidemie heimlich und unter Lebensgefahr zum Invalidenblock kam und ihm, der dort todkrank lag und deshalb mit dem bevorstehenden Abtransport in die Tötungsanstalt Hartheim im Rahmen des NS-Euthanasieprogramms rechnete, sowie anderen kranken Häftlingen die Kommunion brachte. Einmal habe ihm Bernhard Wensch seine ganze eigene Tagesration Brot geschenkt, obwohl er selbst bereits vom ständigen Hungern krank war und unter schwerem Durchfall litt. Bereits wenige Tage später wurde Bernhard Wensch selbst ins Krankenrevier eingeliefert, wo er nach drei Tagen verstarb.
Die angebliche Asche der sterblichen Überreste von Bernhard Wensch wurde von der KZ-Verwaltung den Angehörigen des Verstorbenen zugeschickt. Sie wurden 1942 in der Priestergruft auf dem Alten Katholischen Friedhof in Dresden beigesetzt.

## Ehrungen und Andenken

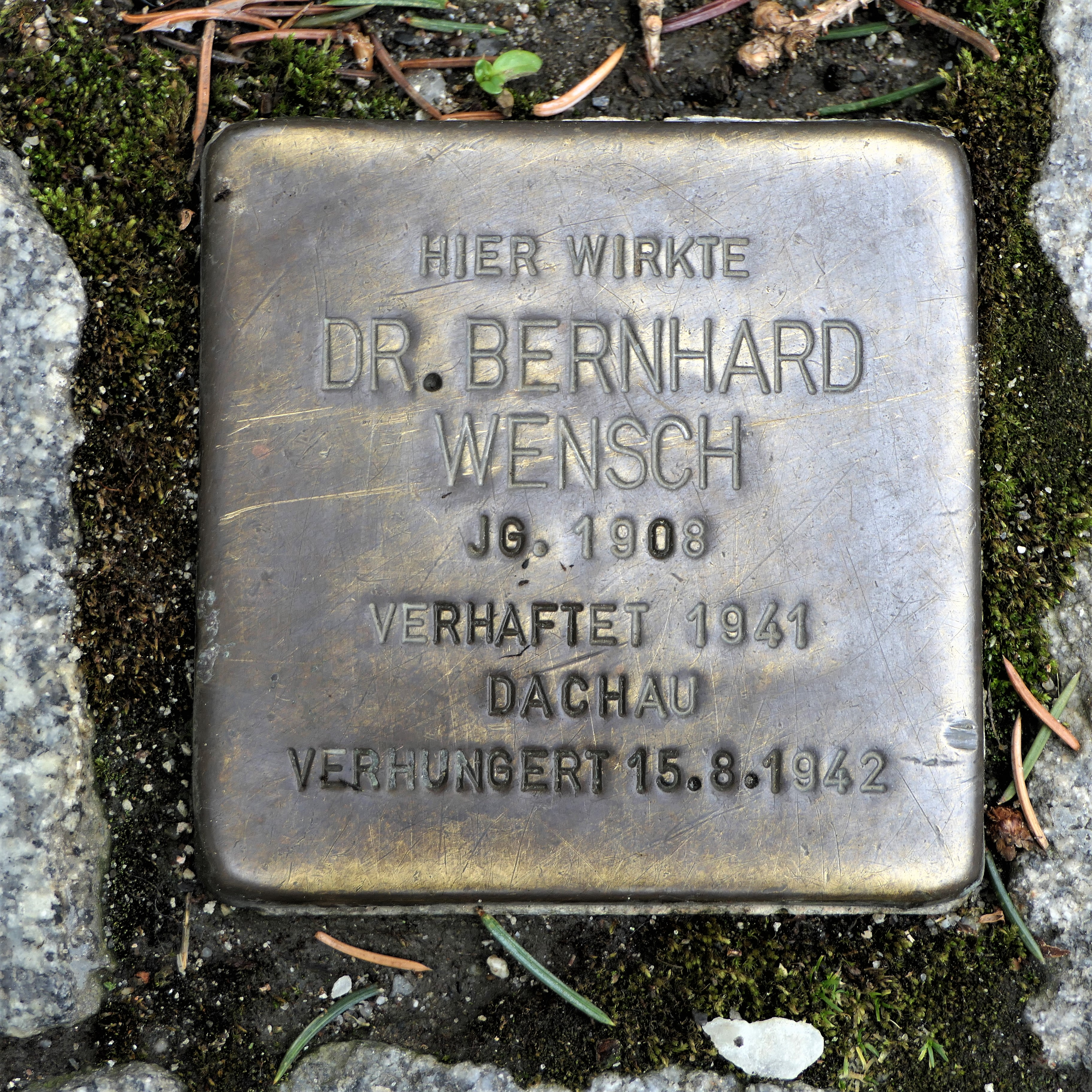
Stolperstein für Dr. Bernhard Wensch

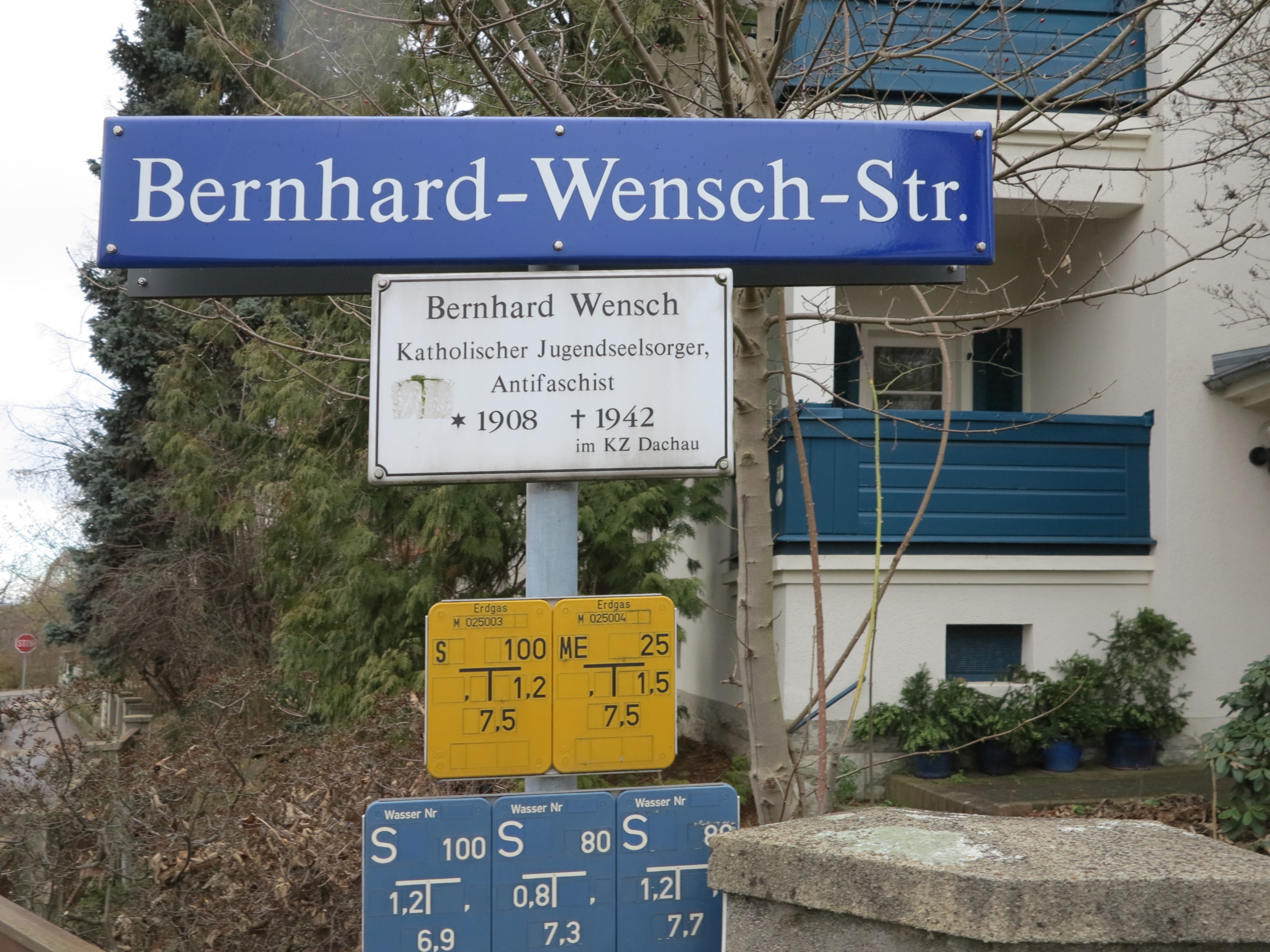
Bernhard-Wensch-Str. in Dresden

- Bernhard-Wensch-Str. in DresdenBereits 1946 wurde im Dresdner Vorort Hohendölzschen die vormalige Hindenburgstraße in Bernhard-Wensch-Straße umbenannt.
- Aus der Sicht seines mitgefangenen geistlichen Mitbruders Hermann Scheipers hat Bernhard Wensch durch sein seelsorgerisches und selbstloses Handeln gegenüber ihm selbst und den anderen Kranken im Invalidenblock des KZ Dachau sein Leben im Sinne des christlichen Evangeliums eingesetzt und geopfert. Scheipers gedenkt in seinem Buch und in seinen Vorträgen in besonderer Weise Bernhard Wenschs und anderer im KZ Dachau umgekommener Priester aus dem damaligen Bistum Meißen.
- Bernhard Wensch ist im Jahr 1999 als Glaubenszeuge in das deutsche Martyrologium des 20. Jahrhunderts aufgenommen worden.
- In der Stadt Heidenau wurde am 19. Januar 2005 bei der dortigen vierten Gedenkfeier (seit der Wende) für die Verfolgten des Nationalsozialismus diesmal insbesondere der im KZ Dachau umgekommene katholische Priester Bernhard Wensch gewürdigt.
- In der Stadt Kamenz wurde am 30. April 2009 posthum ein Weg entlang der katholischen Pfarrkirche St. Maria Magdalena nach Bernhard Wensch benannt;[1] bereits am 13. Oktober 2008 war ein „Stolperstein“, eine Messingplatte mit seinem Namen und wichtigen biografischen Daten, in den Boden vor dem Pfarrhaus der katholischen Pfarrei St. Maria Magdalena eingelassen worden.[2][3]
- Die Urnen von Bernhard Wensch sowie seiner beiden ebenfalls im KZ Dachau umgekommenen Mitbrüder Alois Andritzki und Aloys Scholze wurden am 5. Februar 2011 in einer Prozession vom Alten Katholischen Friedhof Dresden zur Katholischen Hofkirche überführt. Seit Pfingstmontag 2011 werden die drei Urnen auf Dauer in einem Schrein in der Kathedrale aufbewahrt.[4]